# Sonny Boy Williamson and The Yardbirds
 (novembre 2020).
Albums de Sonny Boy Williamson et The Yardbirds
The Real Folk Blues
(1966) More Real Folk Blues
(1967)
Sonny Boy Williamson & The Yardbirds : Live at the Crawdaddy est un album live de Sonny Boy Williamson II et The Yardbirds produit par le label Fontana et enregistré au Crawdaddy Club à Richmond (Surrey), sorti fin 1965 en Allemagne et en janvier 1966 en Angleterre,. 
Cet album est composé de neuf titres enregistrés au Crawdaddy Club en 1963 pendant la tournée en Angleterre de Sonny Boy Williamson et des Yardbirds. Cet album fait partie des premiers enregistrements des Yardbirds. L'ordre des pistes est différent entre les éditions européenne et américaine, l'édition européenne étant distribuée par Fontana International et l'édition américaine Mercury Records. Sonny Boy Williamson et les Yardbirds jouent ensemble sur une partie des titres.
Depuis 1980, au fil des rééditions, l'album est augmenté de 13 pistes issues des mêmes sessions live débutées en 1963.

## Contexte
En 1962, les producteurs allemands Horst Lippmann et Fritz Rau ont organisé le premier American Folk Blues Festival dans plusieurs villes européennes. Sonny Boy Williamson participe à la seconde édition du Festival en 1963, où l'on retrouvait également à l'affiche Muddy Waters, Otis Spann, Memphis Slim ou encore Willie Dixon. Arrivé en Angleterre en octobre, Williamson avait déjà joué avec The Animals et Gary Farr & The T-Bones.
Le producteur des Yardbirds, Giorgio Gomelski, qui a organisé des concerts du festival en Angleterre, conclut un accord avec Horst Lippman pour une tournée de Sonny Boy Williamson accompagné par les Yardbirds de décembre 1963 à février 1964. Le bluesman avait la réputation d'être particulièrement irascible et méprisant vis-à-vis des musiciens blancs, en particulier de jeunes anglais. Il n'aurait par exemple accepté aucune session de répétitions avec les Yardbirds, forçant le groupe à improviser les transitions et à trouver le bon rythme et les bons accords par eux-mêmes.
Le groupe assurait également la première partie, ce qui leur permit d'interpréter certains de leurs morceaux habituels tels que Talking 'Bout You et Let It Rock de Chuck Berry, ou encore Smokestack Lightning de Howlin' Wolf.

## Titres

### Ordre des pistes en Europe (Fontana International)
Face 1
1. Bye Bye Bird (Willie Dixon, Williamson)
2. Mister Downchild
3. 23 Hours Too Long
4. Out on the Water Coast
5. Baby Don't Worry

Face 2
1. Pontiac Blues
2. Take It Easy Baby
3. I Don't Care No More
4. Do the Weston

### Ordre des pistes aux USA (Mercury Records)
Face 1
1. Bye Bye Bird – 2:23
2. Pontiac Blues – 3:45
3. Take It Easy Baby – 4:09
4. I Don't Care No More – 3:18
5. Do the Weston – 4:00

Face 2
1. Mister Downchild – 3:56
2. 23 Hours Too Long – 5:04
3. Out on the Water Coast – 3:00
4. Baby Don't Worry – 4:28

### Pistes supplémentaires ajoutées depuis 1980
- The River Rhine – 5:18
- A Lost Care – 2:08
- Honey In Your Hips – 2:23
- Western Arizona – 3:02
- Take It Easy Baby (Prise 2) – 5:40
- Slow Walk – 1:05
- Highway 69 – 3:13
- Hey Little Cabin – 3:45
- Smokestack Lightning – 5:41
- Let It Rock – 2:17
- I Wish You Would – 5:53
- You Can't Judge A Book By Looking At The Cover – 2:57
- Who Do You Love – 4:10

## Musiciens
- Sonny Boy Williamson II - chant, harmonica
- The Yardbirds
  - Eric Clapton - guitare
  - Chris Dreja - guitare
  - Paul Samwell-Smith - basse
  - Keith Relf - claquements de mains, tapements de pieds, cris
  - Jim McCarty - batterie